# نانو الکترونیک
نانو الکترونیک شاخه‌ای از فناوری نانو است که از تأثیر نانوفناوری بر دانش و صنعت الکترونیک
ایجاد شده‌است. تاریخچه این دانش به حدود ۵۰ سال قبل و از زمان تلاش برای کوچک‌تر کردن هر چه بیش‌تر ترانزیستورها برمی‌گردد.
نانوالکترونیک از نظر ساخت وسایل الکتریکی کوچک‌تر ، سریع‌تر و کم‌مصرفتر نقش بسیار مهمی در تکنولوژی جهانی
دارد. افزایش میزان ذخیره اطلاعات، محاسبه‌گرهای رایانه‌ای کوچک‌تر، طراحی مدارهای منطقی، نانوسیمها و… از زمینه‌های کاربرد نانو الکترونیک هستند.

## شرح کلی
در سال ۱۹۵۶ گوردون مور بنیان‌گذار اینتل تحلیلی ارائه کرد که بر طبق آن هر ۱۸ ماه تعداد ترانزیستورهای بکار رفته در ریزپردازهای اینتل دو برابر می‌شود که نصف شدن ابعاد گیت ترانزیستورها با شرط ثابت بودن اندازه تراشه سیلیکونی در آن می‌تواند نتیجه این قوانین باشد.
این قاعده به قانون مور موسوم شد. این نصف شدن در واقع پیام‌آور ابعاد اقتصادی بود یعنی هر چه گیت کوچکتر می‌شد ترانزیستور می‌توانست سریعتر سوئیچ کند و در نتیجه انرژی کمتری مصرف می‌شد و تعداد بیشتری ترانزیستور در یک تراشه سیلیکون جای می‌گرفت. افزایش تعداد ترانزیستورها و بازدهی آنها، هزینه را کاهش می‌دهد بنابراین مقرون به صرفه این بود که هر ترانزیستور تا حد امکان کوچکتر شود، این کوچک‌سازی بالاخره در نقطه‌ای متوقف می‌شد بنابراین برای ادامه رشد صنعت الکترونیک باید به فکر فناوریهای جایگزین بود، فناوری که مشکلات گذشته را حل کرده و توجیه اقتصادی داشته باشد و این بار نانو تکنولوژی بود که توانست به کمک الکترونیک بیاید و فناوری الکترونیک مولکولی یا همان نانوالکترونیک بنا نهاده شد.
نانو تکنولوژی یک رشته وابسته به ابزار است ابزارهایی که به مرور در حال بهتر شدن است نانو تکنولوژی و شاخه‌های کاربردی آن مانند نانوالکترونیک در واقع تولید کارآمد دستگاه‌ها و سیستم‌ها با کنترل ماده در مقیاس طولی نانو است و بهره‌برداری از خواص و پدیده‌های نوظهوری است که در این مقیاس توسعه یافته‌است.
صنعت الکترونیک امروزی مبتنی بر سیلیکون است سن این صنعت به حدود ۵۰ سال می‌رسد و اکنون به مرحله‌ای رسیده‌است که از لحاظ تکنولوژیکی، صنعتی و تجاری به بلوغ رسیده‌است. در مقابل این فناوری، الکترونیک مولکولی قرار دارد که در مراحل کاملاً ابتدایی است و قرار است این فناوری به عنوان آینده و نسل بعدی صنعت الکترونیک سیلیکونی مطرح شود. الکترونیک مولکولی دانشی است که مبتنی بر فناوری نانو بوده و کاربردهای وسیعی در صنعت الکترونیک دارد. با توجه به کاربردهای وسیع الکترونیک در محصولات تجاری بازار می‌توان با سرمایه‌گذاری و تأمل بیشتر در فناوری نانو الکترونیک در آینده‌ای نه چندان دور شاهد سوددهی کلان محصولاتی بود که جایگزین فناوری الکترونیک سیلیکونی شده‌اند. میل، اشتیاق و علاقه مصرف‌کنندگان و نیاز بازار به محصولات جدید با قابلیتهای بالا سازندگان و صنعتگران را بر آن می‌دارد که با سرمایه‌گذاری در این فناوری شاهد رشد و شکوفایی اقتصادی هر چه بیشتر باشند، ولیکن با توجه به اهمیت نانوتکنولوژی و نیز نانو الکترونیک که به عنوان یک شاخه کاربردی از نانو تکنولوژی مطرح است لزوم سرمایه‌گذاری کلان در درازمدت و ریسک‌پذیری و تشکیل مراکز R&D(تحقیق و توسعه) توسط دولتمردان بیش از پیش احساس می‌شود.

## راهبردهایی برای پیشبرد فناوری نانو الکترونیک

### مرحله اول
توجیه کاربرد این محصولات و ایجاد اطمینان در مصرف‌کنندگان می‌تواند به عنوان بهترین حامی اقتصادی در این مرحله باشد.

### مرحله دوم
تولیدات اولیه الکترونیک مولکولی (نانو الکترونیک) باید مکملی برای فناوری سیلیکون باشند این‌گونه نباشد که انقلابی رااز همان آغاز و ابتدا شروع کرده و این ادوات و فناوریهای جدید تافته جدا بافته باشد و هیچ ربطی به فناوری سیلیکونی نداشته باشد زیرا فناوری سیلیکونی یک صنعت جا افتاده‌است. پس اگر نانوالکترونیک را بتوان مکملی برای فناوری سیلیکونی بکار برد شاهد پیشرفت قابل ملاحظه‌ای در این فناوری نوپا بوده و جایگزین مناسبی برای نسل آینده محصولات الکترونیکی در نظر گرفته شده‌است.

### مرحله سوم
مرحله سوم مبحث کاملاً جدیدی است که اصلاً در دسترس فناوری سیلیکون نبوده و نانوالکترونیک می‌تواند بعد از طی مراحل اول و دوم به آن بپردازد. می‌توان گفت کابردهایی وجود دارد که از دسترس فناوری سیلیکون، آن هم بخاطر جامد و کریستالی بودن ذاتی‌اش دور بوده و برای الکترونیک مولکولی قابل دستیابی است. وقتی که نانو الکترونیک جا افتاد و وارد بازار محصولات الکترونیک شد آنگاه می‌توان نسل جدیدی از محصولات را به دست آورد که شامل پردازندهایی ۱۰۰۰ مرتبه سریعتر از نوع امروزی باشند. اگر این مرحله با موفقیت طی شود حدوداً یک دهه طول خواهد کشید تا نسل جدید محصولات الکترونیکی مبتنی بر الکترونیک مولکولی یا الکترونیک در ابعاد نانومتر (نانو الکترونیک) ظهور یابد.

## کاربرد نانوالکترونیک در صنعت
با استفاده از این فناوری می‌توان ظرفیت ذخیره‌سازی اطلاعات را در حد ۱۰۰۰ برابر یا بیشتر افزایش داد که این نهایتاً به ساخت ابزارهای ابرمحاسباتی به کوچکی یک ساعت مچی منتهی می‌شود. ظرفیت نهایی ذخیره اطلاعات به حدود یک ترابیت در هر اینچ مربع رسیده، و این امر موجب ذخیره‌سازی ۵۰ عدد DVD یا بیشتر در یک هارد دیسک با ابعاد یک کارت اعتباری می‌شود. ساخت تراشه‌ها در اندازه‌های فوق‌العاده کوچک به‌عنوان مثال در اندازه‌های ۳۲ تا ۹۰ نانومتر، تولید دیسک‌های نوری ۱۰۰ گیگابایتی در اندازه‌های کوچک نیز از دیگر محصولات آن می‌باشد.
نمونه‌هایی از کاربرد فناوری نانو در الکترونیک:

### ۱) نانو لوله‌های کربنی (carbon nanotubes)
نانو تیوب‌ها دارای فرم لوله‌ای با ساختار شش ضلعی هستند. نانو تیوب‌ها را می‌توان صفحات گرافیتی فرض کرد که لوله شده‌اند. بر اساس محور چرخش صفحات نانو تیوب‌ها می‌توانند رسانا یا نیمه رسانا باشند.
به علت اینکه کربن با سه پیوند همچنان دارای یک اوربیتال خالی p می‌باشد، حرکت موجی الکترون‌ها به راحتی در سطح بیرونی این لوله‌ها صورت می‌گیرد. این ساختار کربنی علاوه بر رسانایی بالا دارای استحکام مکانیکی بسیار خوبی نیز است. البته در کنار این مزایا مشکلاتی نیز وجود دارد. اغلب فرایندهای ساخت نانو تیوب‌ها به گو نه‌ای می‌باشند که امکان کنترل و نظارت کامل در طول فرایند وجود ندارد به عنوان مثال تعیین قطر دقیق و یکسان برای لوله‌های کشت شده در یک محیط، کنترل تولید نانو لوله‌های تک دیواره یا چند لایه یا ساخت نانو لوله‌های مستقیم و بدون خم شدگی با طول زیاد از مسائلی است که هنوز در فرایند بهبود کیفیت تولید نیاز به مطالعه و تحقیقات بیشتری دارد. همچنین به علت پدیده تونل زنی الکترون که یک پدیده کوانتومی است امکان افزایش نشتی جریان و در نتیجه افزایش تلفات وجود دارد که بررسی روش‌های کاهش احتمال تونل زنی از جمله کارهایی است که می‌توان انجام داد. از کربن نانو تیوب‌ها به دلیل رسانایی بالا و مقاومت کم در دمای محیط در ساخت کانال هدایت ترانزیستورها، نوک میکروسکوپ‌های عکسبرداری در ابعاد نانو استفاده می‌شود.

### ۲) نانو ترانزیستورها (nanotransistors)
نام فناوری رایج امروز در ساخت ترانزیستورها،MOSFET می‌باشد که بر پایه استفاده ازسیلیکون است.
کوچکتر شدن ابعاد ترانزیستورها در MOSFET دارای مشکلاتی است که از جمله آن نشتی‌های جریان
متفاوتی است که ایجاد می‌شود. یکی از روش‌های حل این مشکل ساخت تراتزیستورها بااستفاده ازنانوساختارها
و به خصوص نانو تیوب‌ها می‌باشد.

### ۳) محاسبه گرها در مقیاس نانو (nanocomputers)
امروزه در زمینه‌های مختلف از جمله فناوری نانو پیوند میان رشته‌های مختلف علوم امری
انکارناپذیراست. از جمله نتایج این همکاری طراحی نانو محاسبه‌گرها می‌باشد. هیدرو کربن‌های آروماتیک از ریشه بنزن به علت وجود اوربیتال‌های p و ابر الکترونی در بالا و پایین آن‌ها و همچنین پدیده رزونانس می‌توانند محیط انتقال
خوبی برای الکترون باشند و بر عکس هیدروکربن‌های زنجیری مانند نارسانا عمل می‌کنند. از به هم پیوستن این هیدروکربن‌ها با هم می‌توان دیود، گیت‌های منطقی و مدارهای الکترونیکی را طراحی کرد.

### ۴) MRAM
فناوری‌های روز حافظه(RAM, Flash Memory، …) مشکلات متعددی را برای مصرف‌کنندگان آن‌ها به
وجودآورده است که به عنوان نمونه می‌توان به سرعت پایین خواندن و نوشتن روی Flash Memories یا
محدودیت اقتصادی افزایش فضای RAM اشاره کرد. MRAM یک فناوری حافظه پایدار است که علاوه بر سرعت
بالا می‌تواندظرفیت حافظه بالایی را نیز فراهم کند. اساس کار MRAM بر پایه تفاوت مقاومت الکتریکی
لایه‌های نازک مواد بر اثر قطبیده شدن ذرات آن‌ها در راستاهای متفاوت می‌باشد؛ که به مقاومت
مغناطیسی موسوم است. چون سلول‌های حافظه MRAM بر پایه ترانزیستور عمل نمی‌کنند پس درابعاد کوچک
مشکلاتی نظیرتونل زنی رخ نمی‌دهد…

### ۵)C60
از جمله نانو ساختارها که حتی نسبت به نانو لوله‌های کربنی دارای مزایای بیشتری نیز می‌باشد C۶۰ است. C۶۰ از ۱۲ پنج ضلعی و ۲۰ شش ضلعی تشکیل شده که به شکل متقارنی در کنار هم قرار گرفته‌اند.
مولکول‌های C۶۰ در محلول‌های بنزن یافت می‌شوند که با عمل تبخیر قابل استحصال می‌باشند. انواع ترکیبات C۶۰ با فلزات، نظیر K3C۶۰، Cs2RbC۶۰، که در آن‌ها فلز فضای خالی درون C۶۰ را پر می‌کند دارای خاصیت ابر رسانایی در دماهای نسبتاً مناسب می‌باشند؛ البته تحقیقات برای دستیابی به ترکیباتی با خاصیت ابررسانایی در دماهای بالاتر همچنان ادامه دارد. کاربرد دیگر C۶۰ استفاده از آن به عنوان گیت‌های منطقی است. با لیتوگرافی طلا روی یک سطح سیلیکونی و عبور جریان از سیم‌های طلا یک صفحه مشبک ایجاد می‌شودکه فاصله بین اتصالات آن در حدود نانو متر است. محلول رقیق C۶۰ را بین اتصالات قرار می‌دهند به‌طوری‌که در هر فاصله یک C۶۰ قرار گیرد. با برقرار شدن جریان در سیم‌های طلا C۶۰ به علت یک پدیده کوانتومی شروع به نوسان می‌کند و به همین علت جریان در زمان‌های معینی بر قرار می‌شود از این خاصیت می‌توان در طراحی گیت‌های منطقی استفاده کرد.

## کارهایی که باید در راستای پیشرفت این علم انجام شود
نانو الکترونیک زمینه گسترده‌ای با پتانسیل ایجاد تغییرات بنیادی در علوم مختلف حتی در پزشکی است و انجام کارهای زیر برای پیشبرد آن می‌تواند مفید باشد:
1. فهم اصول انتقال در مقیاس نانو.
2. گسترش فهم هرچه بهتر روش‌های خودچیدمانی(self assembly) ذرات برای انجام کارها به صورت ارزان‌تر، که این خود مستلزم حل مشکلات ارتباطی و جایگزینی در ترانزیستورهاست.
3. یافتن راه‌هایی جدید برای به کار بردن علم الکترونیک و عدم تکثیر ابزار و به جای آن تحقیق راجع به انواع جدیدتر.